# Bad Company (película de 1972)
Bad Company (en España: Pistoleros en el Infierno) es una película estadounidense de 1972 dirigida por Robert Benton y protagonizada por Barry Brown y Jeff Bridges interpretando a dos jóvenes que escapan del servicio militar para buscar fortuna en tierras lejanas. La historia está enmarcada en plena Guerra Civil de Estados Unidos.

## Reparto
- Jeff Bridges como Jake Rumsey.
- Barry Brown como Drew Dixon.
- Jim Davis como Marshal.
- David Huddleston como Big Joe.
- John Savage como Loney.
- Jerry Houser como Arthur Simms.
- Damon Cofer como Jim Bob Logan.
- Joshua Hill Lewis como Boog Bookin.
- Geoffrey Lewis como Hobbs.
- Raymond Guth como Jackson.
- Ed Lauter como Orin.
- John Quade como Nolan.
- Jean Allison como Señora Dixon.
- Ned Wertimer como Señor Dixon.
- Charles Tyner como El Granjero.
- Ted Gehring como Zeb.
- Claudia Bryar como Señora Clum.
- John Boyd como El Prisionero.